# 任泽锋
任泽锋（1966年10月—），中华人民共和国政治人物，生于内蒙古察哈尔右翼中旗。1990年7月参加工作，1986年6月加入中国共产党，曾任中共黄山市委书记等职务，现任中共淮南市委书记。

## 生平
1987年毕业于东北师范大学历史系历史专业；1990年取得西北大学中国思想文化研究所硕士；1995年获得中国人民大学哲学系中国哲学专业博士，后进入全国供销合作总社人事教育部任教育处干部；
2003年12月，任安徽省人民政府办公厅副主任；2007年4月，任安徽省政府副秘书长；2007年12月，任中共安徽省委副秘书长；2013年3月，任黄山市市长；2015年2月，任中共黄山市委书记；2021年3月，转任中共淮南市委书记。 